# محمد الجبوري
محمد الجبوري من مواليد 1961 واسمه الكامل محمد عبد الستار الجبوري هو مصارع عراقي. تنافس في سباق المصارعة الرومانية 82 كلغ في أولمبياد صيف 1988.

## روابط خارجية
- محمد الجبوري على موقع أوليمبيديا (الإنجليزية)